# Port de Saaremaa
Le port de Saaremaa (en estonien : Saaremaa sadam, code EE SMA) est un port en eau profonde sur la côte nord de l'île de Saaremaa en Estonie.

## Présentation
Le port est situé dans le village de Ninase près de la baie de Küdema. Il a été achevé en 2006 et appartient à port de Tallinn.
Avec une profondeur naturelle de 10 mètres, les deux quais sont capables de desservir les plus grands navires de croisière naviguant en mer Baltique. 
Il y a aussi un ponton flottant pour les petits bateaux.
Le port a une superficie terrestre de 20 hectares et 41 hectares d'eau.
Il compte 3 quais et un ponton flottante pour les petits bateaux, la longueur totale des quais est de 445 mètres et la profondeur maximale à quai est de 10 mètres.
La longueur maximale des navires est de 200 mètres,  leur largeur maximum de 30 mètres et leur tirant d'eau maximum 9,5 mètres.

## Histoire
Au cours de ses dix premières années d'exploitation, le port de Saaremaa a accueilli 30 navires de croisière différents, appartenant à 19 compagnies de croisière. 
En 2016, seuls deux navires de croisière ont fait escale au port. 
Il a été signalé que le port de Tallinn souhaitait que le port devienne un port multifonctionnel et commence à desservir davantage de cargos.
En 2018, le quotidien Saarte Hääl (et) écrivait à propos du port de Saaremaa : « On ne parle plus de rentabilité. »
Le 13 juin 2023, le port de Saaremaa a accueilli deux navires de croisière en même temps pour la première fois de son histoire. 
Plus de 600 touristes d'Allemagne et des États-Unis ont débarqué respectivement du MS Amadea (en) et du Silver Wind (en).

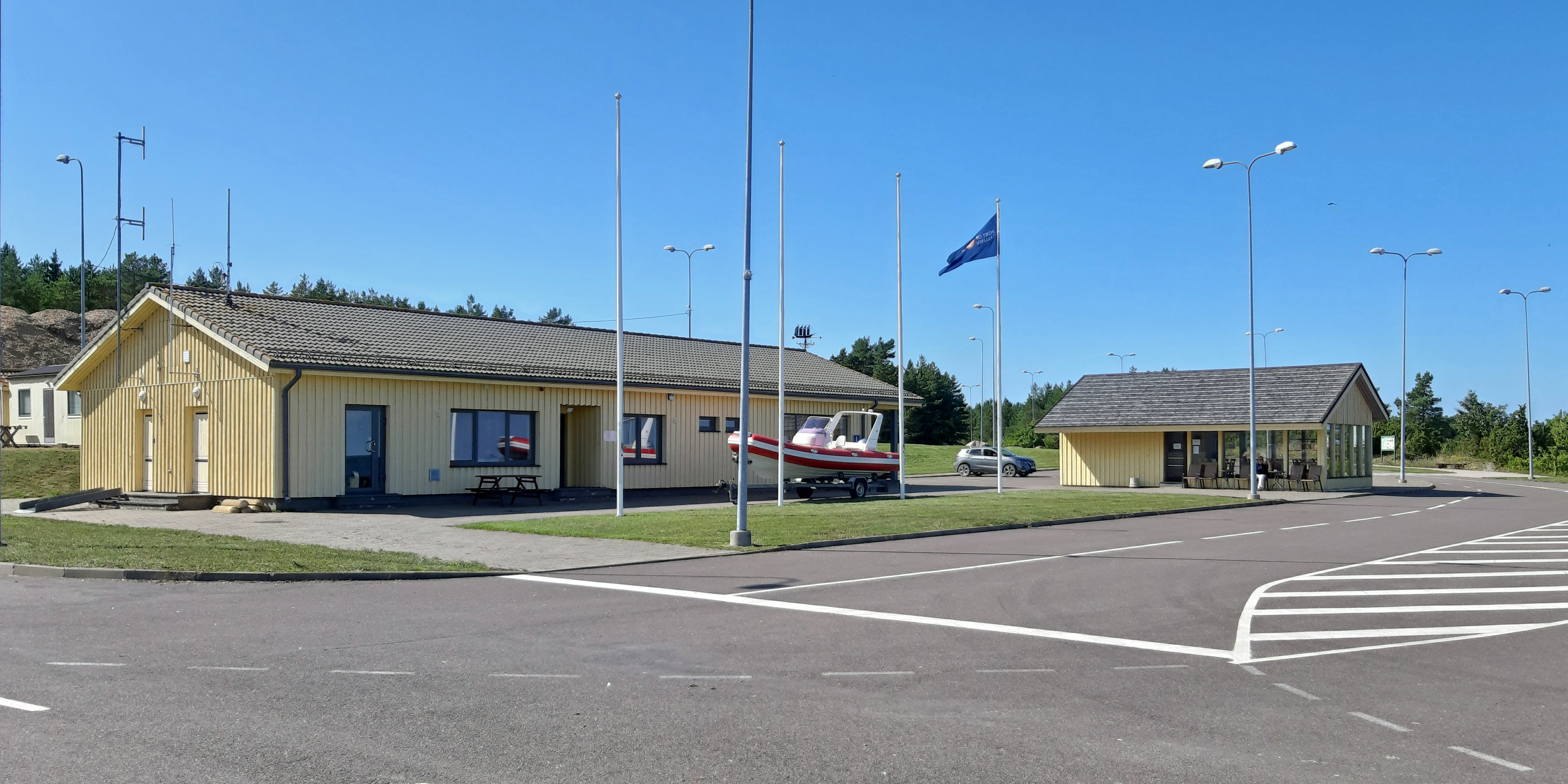
Bureau et café du port de Saaremaa.